# کورکور نوک‌باریک
کوکور نوک‌باریک (نام علمی: Helicolestes hamatus) یک پرنده شکاری آمریکای جنوبی از خانواده بازان  است. این کورکور در امتداد یک محدوده پراکنده در بخش‌های جنگلی از مناطق گرمسیری شمال و مرکز آمریکای جنوبی و خاور دور پاناما یافت می‌شود.  این گونه مجدداً دسته‌بندی شد و یک بار دیگر از سرده کورکور حلزونی Rostrhamus برداشته شد.

## رژیم غذایی
ویژگی نوک باریک در کورکور نوک‌باریک، یک سازگاری برای شکار حلزون‌های آبزی، عمدتاً از سردۀ Pomacea است که در جنگل‌های سیل‌زده و سایر مناطق تالابی طراحی شده است. اگرچه منبع غذایی اصلی آنها حلزون‌ها هستند، اما آنها خرچنگ‌ها را نیز شکار می‌کنند. آنها روی شاخه‌های کم ارتفاع می‌نشینند تا قبل از شیرجه به دنبال طعمه بگردند و حلزون‌ها را در چنگال خود بگیرند. به محض گرفتن طعمه، آنها حلزون را در چنگال خود نگه می‌دارند و با استفاده از نوک چنگک‌مانند خود، اپرکولوم را جدا کرده و بدن را از پوسته بیرون می‌کشند. همانند کورکور حلزونی، کورکورهای نوک‌باریک قبل از مصرف، دستگاه گوارش را از حلزون خارج می‌کنند، اما مشخص نیست که آیا به طور مشابه آلبومن را از بین می برند یا خیر. کورکورهای نوک‌باریک نسبت به کورکورهای حلزونی تمایل به شکار حلزون‌های کوچکتر را دارند. 

## زادآوری
کورکور نوک‌باریک روی درختان از ارتفاع 9 تا 20 متری در مناطقی که در فصل‌های مرطوب سیلابی می‌شوند، آشیانه می‌سازند. آنها معمولاً از ژوئن تا اکتبر آشیانه‌سازی می‌کنند و دوره آشیانه‌سازی بین 98-112 روز طول می‌کشد. به طور معمول، دو تخم گذاشته می‌شود و دوره برتخم‌نشینی 30 روز طول می‌کشد. جوان‌ها می‌توانند در دو هفتگی بایستند و تا 40 روزگی با موفقیت پرواز کنند. جوجه‌ها تا 7 هفتگی توسط والدان با تکه‌های حلزون تغذیه می‌شوند. نرها با هدیه حلزون به آنها تقاضای جفت‌یابی می‌کنند و از طریق نوک به نوک آنها را تغذیه می‌کنند و حلزون‌های بیشتری را می‌گذارند و برمی گردند تا زمانی که ماده خواستگاری را بپذیرد. 